# Ludvig Wernstedt
Ludvig Wernstedt, född 29 september 1882 i Strängnäs, död 5 september 1961, var en svensk militär. Han var far till Lage Wernstedt. 
Wernstedt, som var son till borgmästare Lage Wernstedt och Hanna Ringborg, blev underlöjtnant vid Svea artilleriregemente (A1) 1903, major 1928, vid Göta artilleriregemente (A2) 1929, överstelöjtnant vid Bodens artilleriregemente (A8) 1933, tillförordnad chef 1934, överstelöjtnant vid Svea artilleriregemente (A1) 1936 och var överste vid IV. arméfördelningens reserv 1937–1947. Han var försvarsområdesbefälhavare i Östhammars försvarsområde 1940, i Strängnäs försvarsområde 1940–1942, överstelöjtnant vid Krigshögskolan 1910–1912, adjutant vid IV. arméfördelningen 1913–1917 och 1926, chef för artilleriets instruktionsdivision 1927, för artilleriets officersaspirantskola 1927–1929, medlem av artillerikommittén 1930–1931, av 6. distriktsstyrelsen i Svenska Röda Korset 1930–1933, sakkunnig i luftskyddsinspektionen 1943–1944 och kassadirektör i restaurangbolagen Norma, Regnbågen och Berns salonger 1944–1951.